# 格里姆尼茨湖 (巴爾尼姆縣)
52°58′44″N 13°47′8″E / 52.97889°N 13.78556°E

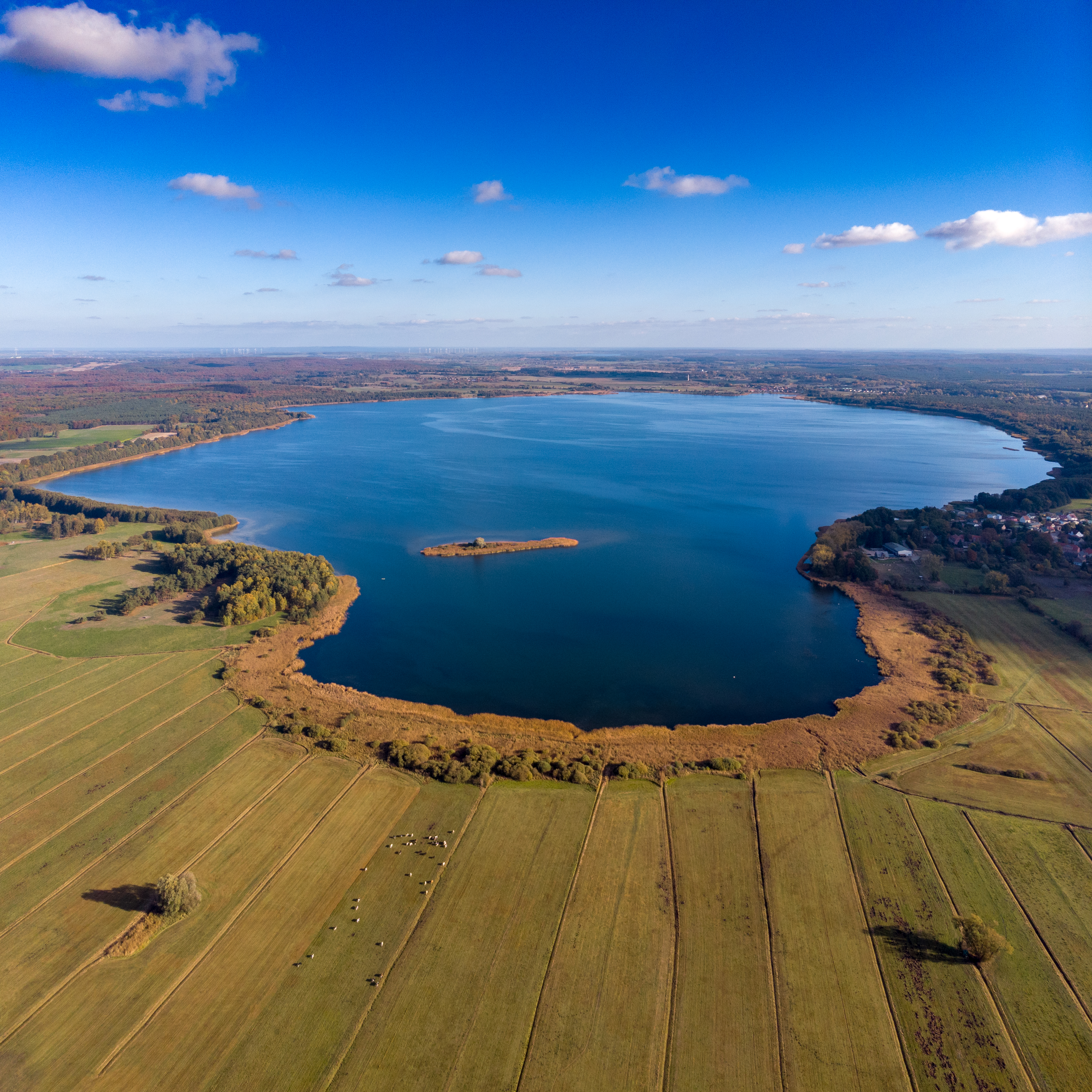

格里姆尼茨湖（德語：Grimnitzsee），是德國的湖泊，位於該國東北部，由勃蘭登堡州負責管轄，處於巴爾尼姆縣，面積7.8平方公里，海拔高度64米，平均水深4.5米，最大水深10.3米，水體容量3,500萬立方米。